# Borovice (Mukařov)
Borovice (německy Borowitz) jsou vesnice a část obce Mukařov v okrese Mladá Boleslav. Nachází se asi pět kilometrů severně od Mnichova Hradiště a asi dva kilometry jihovýchodně od Mukařova. Vesnicí protéká Zábrdka a na jihovýchodním okraji vesnice se nachází rybník Borovice. Borovice je také název katastrálního území o rozloze 2,04 km².

## Název
Název vesnice je odvozen z existence nějakým způsobem významného stromu, známého svými rozměry, stářím, nějakou událostí nebo funkcí pomezního bodu. Původní tvar v jednotném čísle se během dvacátého století v lidovém podání změnil na tvar pomnožný. V písemných pramenech se název vsi objevuje ve tvarech: Borowyczye (1400), „dal ves borowiczy“ (1561), „mljen Borowsky“ (1612).

## Historie
První písemná zmínka o vesnici pochází z roku 1400.

## Osobnosti
Ve vsi se narodil Josef Dürich (1847–1927), poslanec rakousko-uherské Říšské rady, v letech 1884–1891 za Staročechy a v letech 1907–1917 za agrární stranu, a za první světové války čelný exilový politik hnutí za samostatnost Československa, místopředseda Československé národní rady.

## Galerie

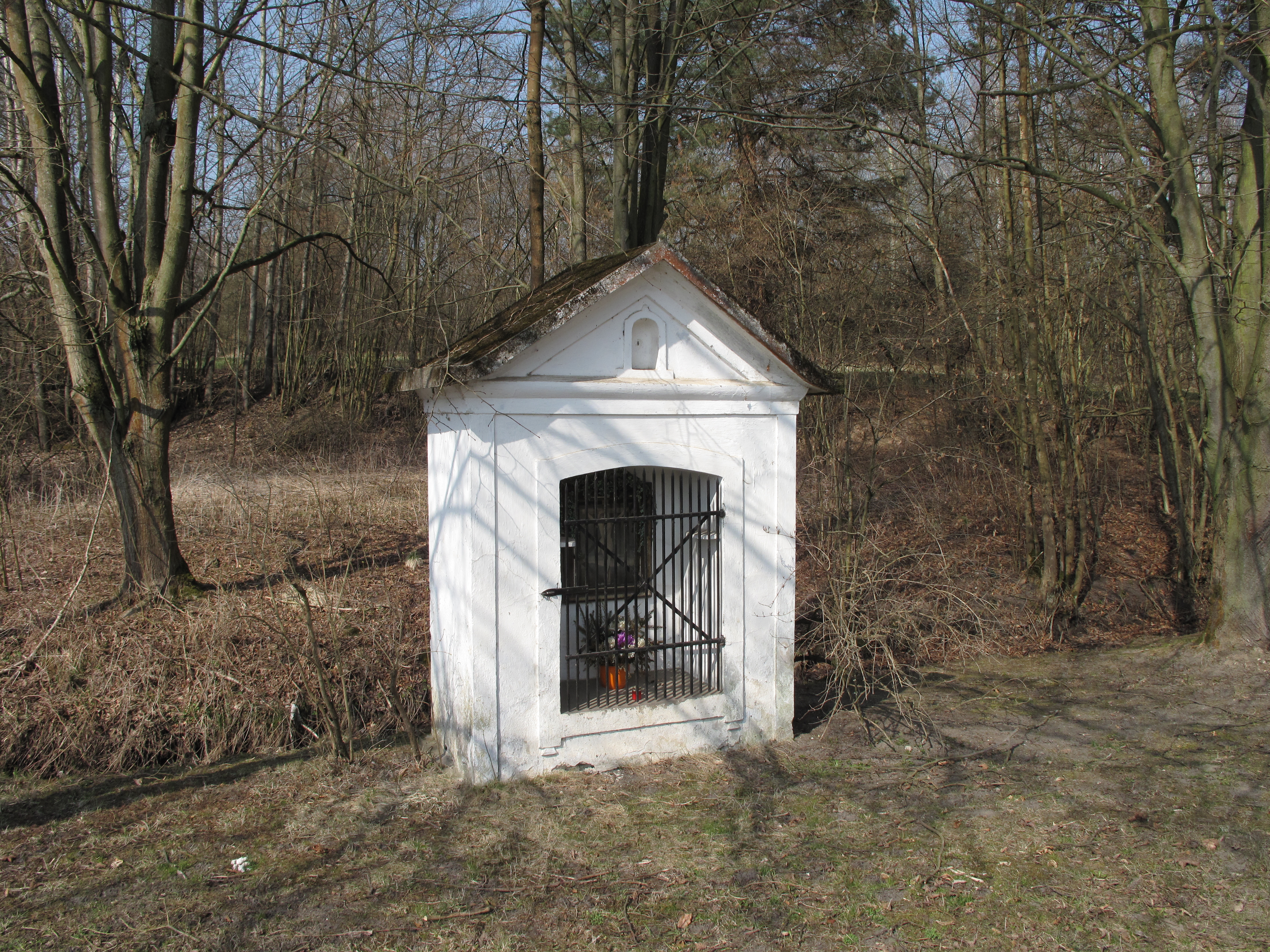
Kaplička
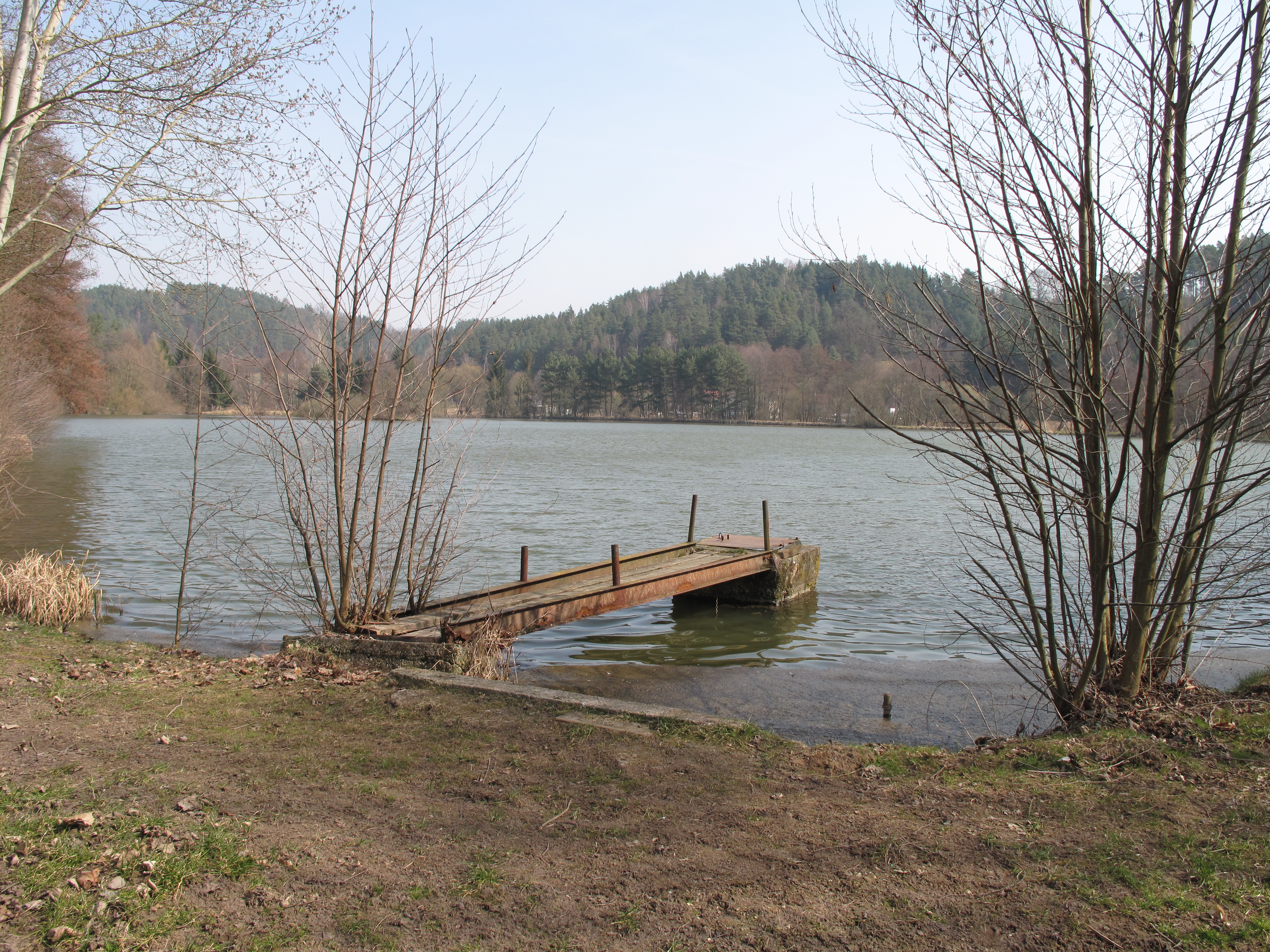
Rybník Borovice
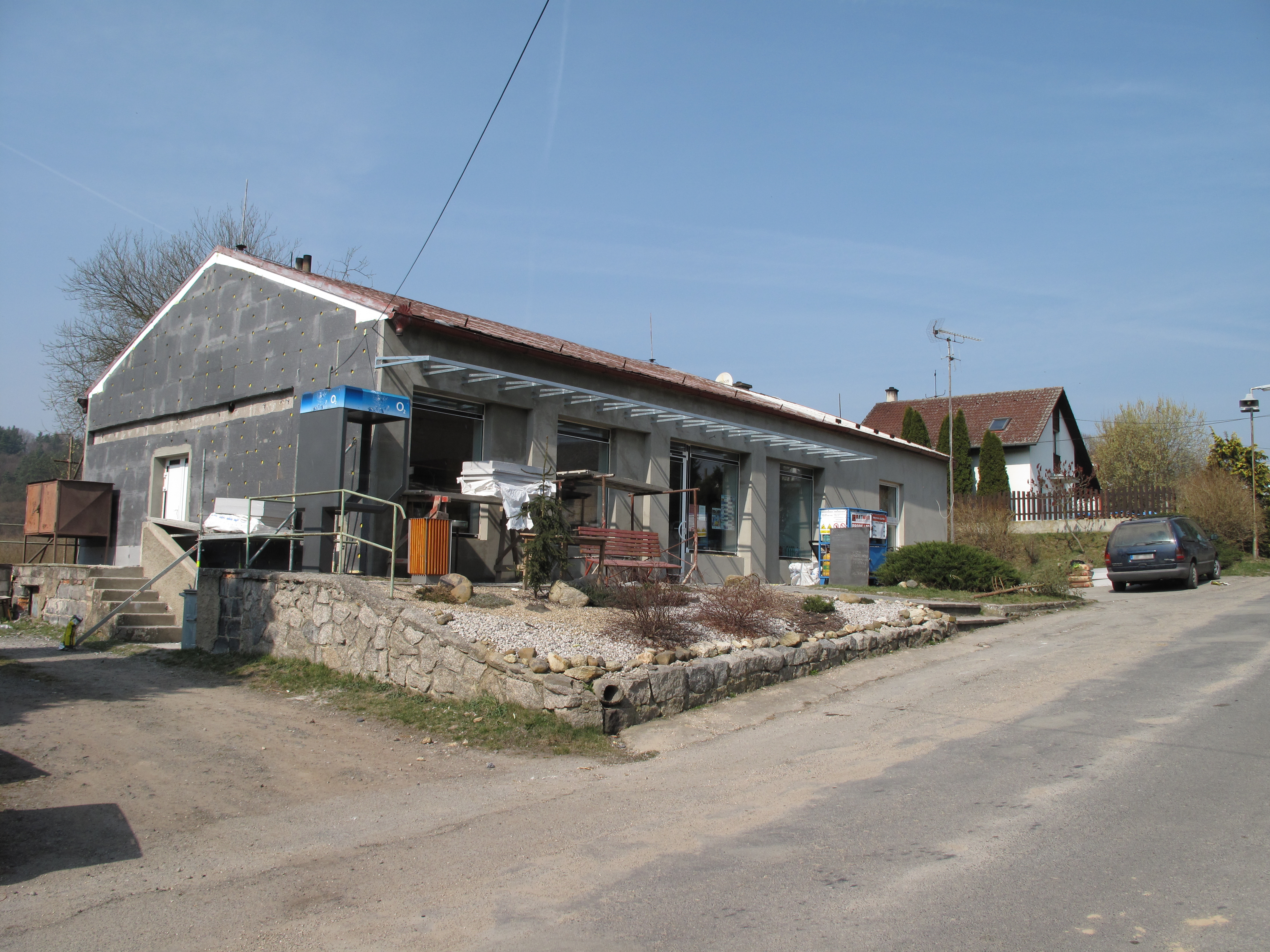
Obchod
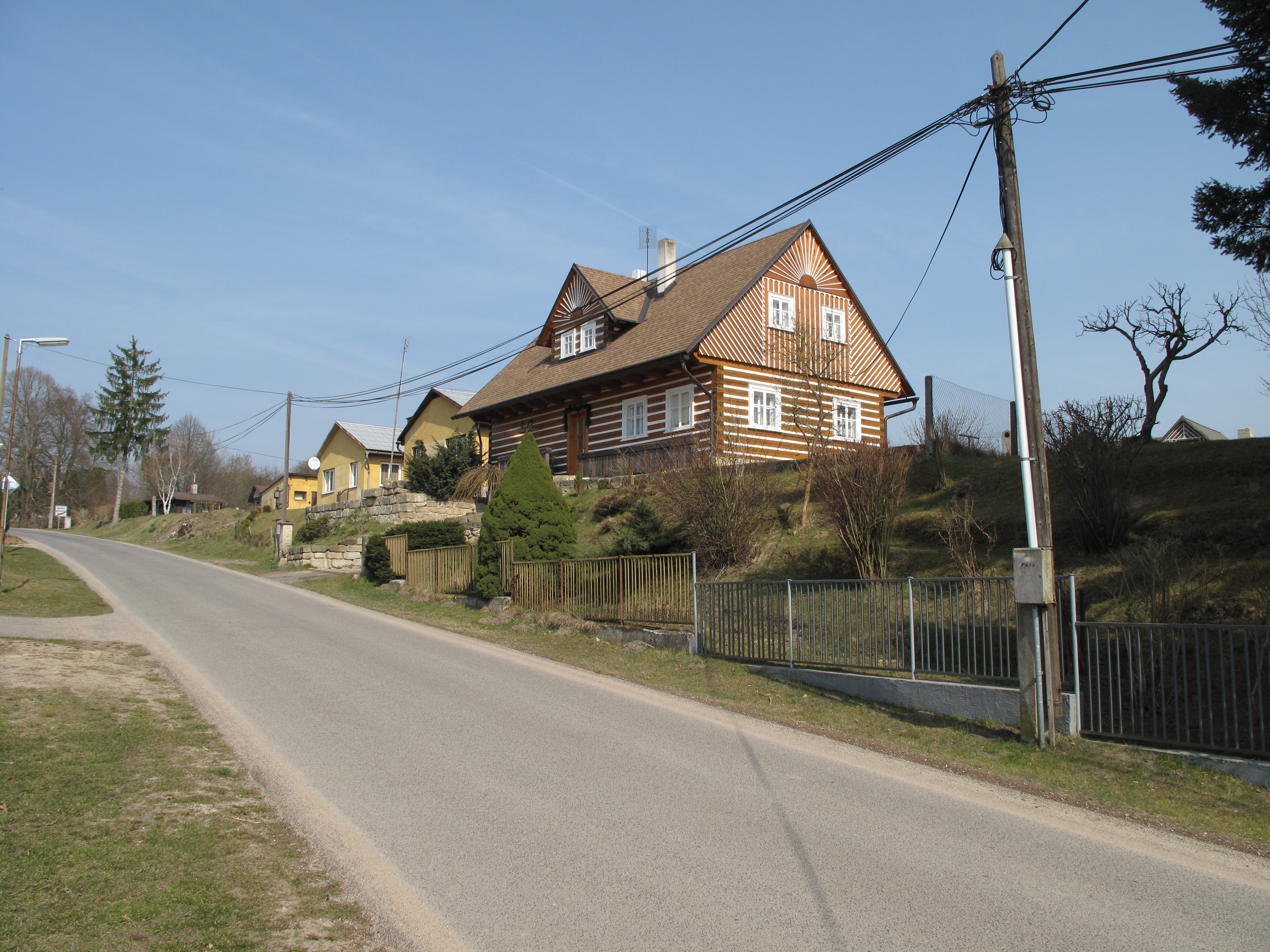
Roubený dům